# Мода (статистика)

Геометрическая визуализация моды, медианы и среднего значения произвольной функции плотности вероятности

Мо́да — одно или несколько значений во множестве наблюдений, которое встречается наиболее часто (мода = типичность). Иногда в совокупности встречается более чем одна мода, в данном случае модой будет арифметическое среднее всех мод (например: 6, 2, 6, 6, 8, 9, 9, 9, 0; (6+9)/2=7,5.)
Мода как средняя величина употребляется чаще для данных, имеющих нечисловую природу. Среди перечисленных цветов автомобилей — белый, чёрный, синий, белый, синий, белый — мода будет равна белому цвету. При экспертной оценке с её помощью определяют наиболее популярные типы продукта, что учитывается при прогнозе продаж или планировании их производства.
Для интервального ряда мода определяется по формуле:
{\displaystyle Mo=X_{Mo}+h_{Mo}\cdot (f_{Mo}-f_{Mo-1})/((f_{Mo}-f_{Mo-1})+(f_{Mo}-f_{Mo+1}))}
здесь XMо — левая граница модального интервала, hМо — длина модального интервала, fМо − 1 — частота премодального интервала, fМо — частота модального интервала, fМо + 1 — частота послемодального интервала.
Модой абсолютно непрерывного распределения называют любую точку локального максимума плотности распределения. Для дискретных распределений модой считают любые значения ai, вероятность которого pi больше, чем вероятности соседних значений.